# 森唯我
森 唯我（もり ゆいか、1988年1月25日 - ）は、日本の陸上競技選手。専門は中距離走。元ヤマダ電機所属。元佛教大学陸上競技部コーチ。

## 経歴・人物
京都府出身。京都府立桂高等学校、佛教大学文学部人文学科業後、2010年4月にヤマダ電機へ入社。2012年春に一度退社し佛教大学陸上競技部コーチを勤めていたが、2012年の12月から再びヤマダ電機の選手として復帰。2013年の第24回東日本実業団対抗女子駅伝では6区区間新記録を出し、チーム史上最高順位となる5位に貢献する。同年12月に行われたクイーンズ駅伝でも1区を担当し、区間新記録を樹立。ヤマダ電機の8位に貢献した。
翌年のクイーンズ駅伝でも同じく1区を担当。前年の自身の記録に4秒及ばなかったが2位に11秒差をつけて2年連続区間賞を獲得。チームを総合3位に導いた。
2016年シーズンをもってヤマダ電機陸上競技部を退部。

## 自己ベスト
- 1500m - 4分18秒
- 3000m - 9分14秒
- 5000m - 15分36秒